# 欧洲甜樱桃
欧洲甜樱桃（学名：Prunus avium）又名甜櫻桃、甜車厘子、大樱桃、车厘子，为蔷薇科李属的植物，是最主要的鲜食樱桃物种。原生於歐洲、非洲西北部和亞洲西部，分佈從不列顛群島南至摩洛哥和突尼西亞，東至瑞典南部、波蘭、烏克蘭、高加索、伊朗和阿富汗。

## 形態

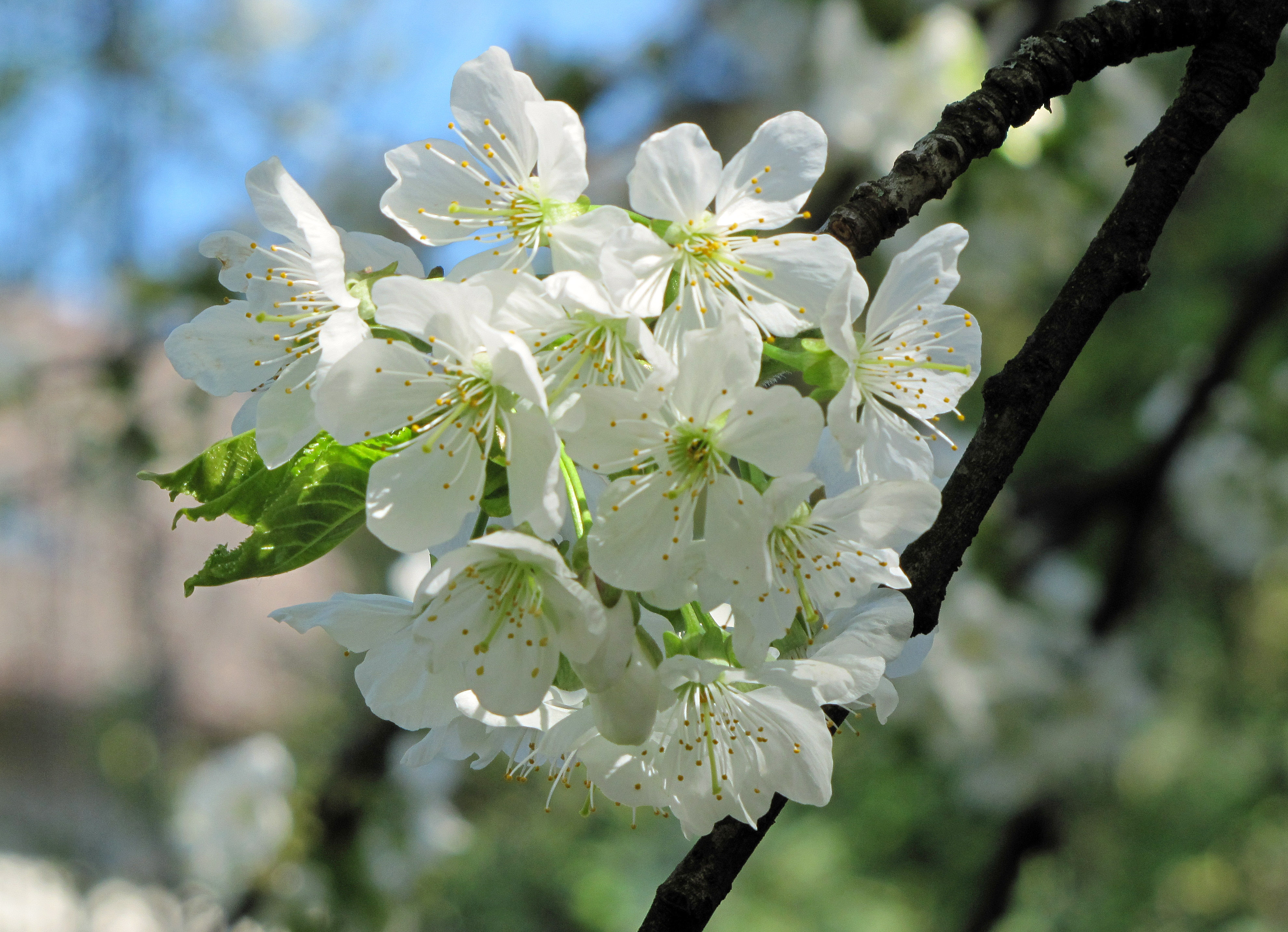
花

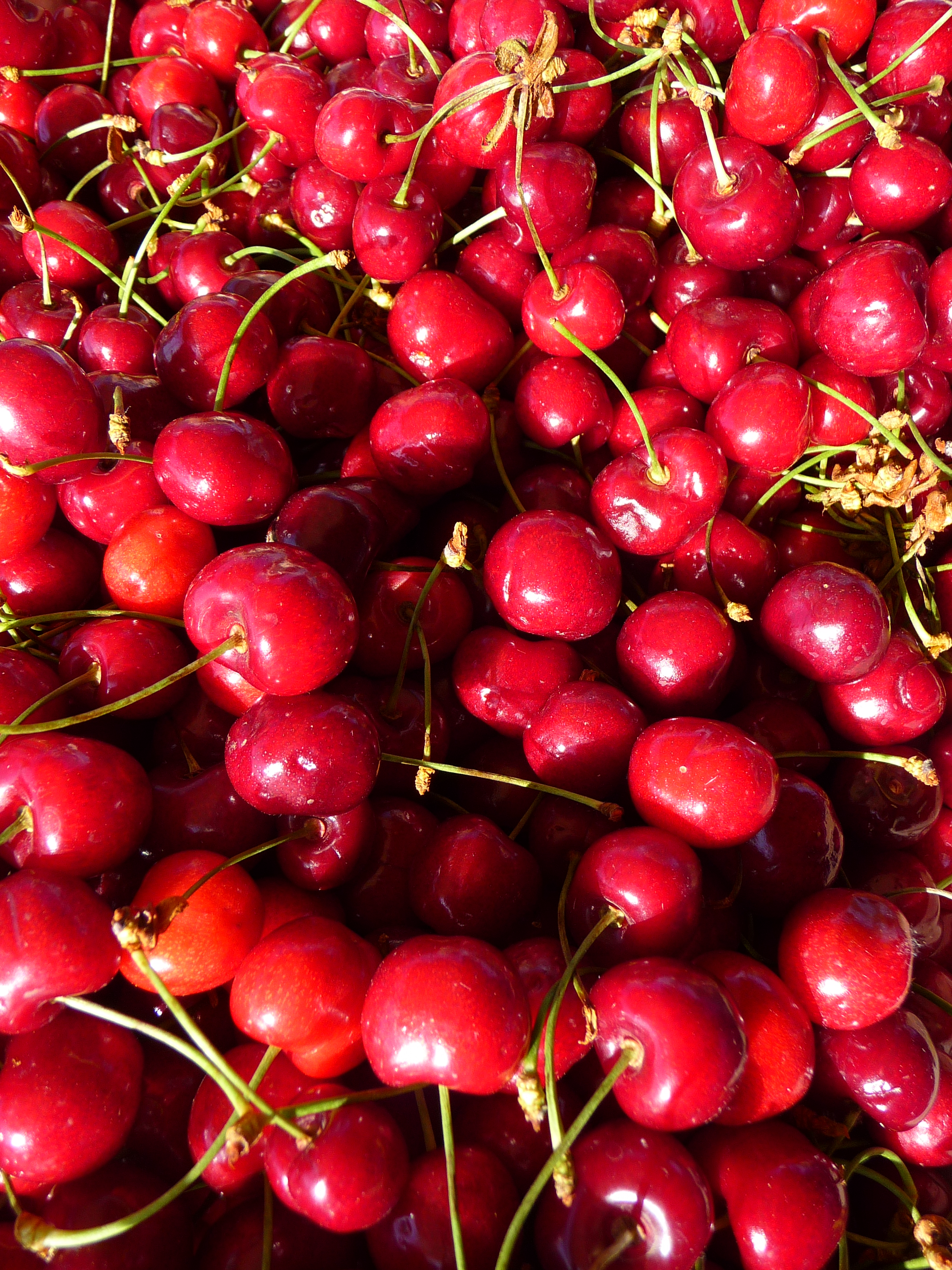
红车厘子

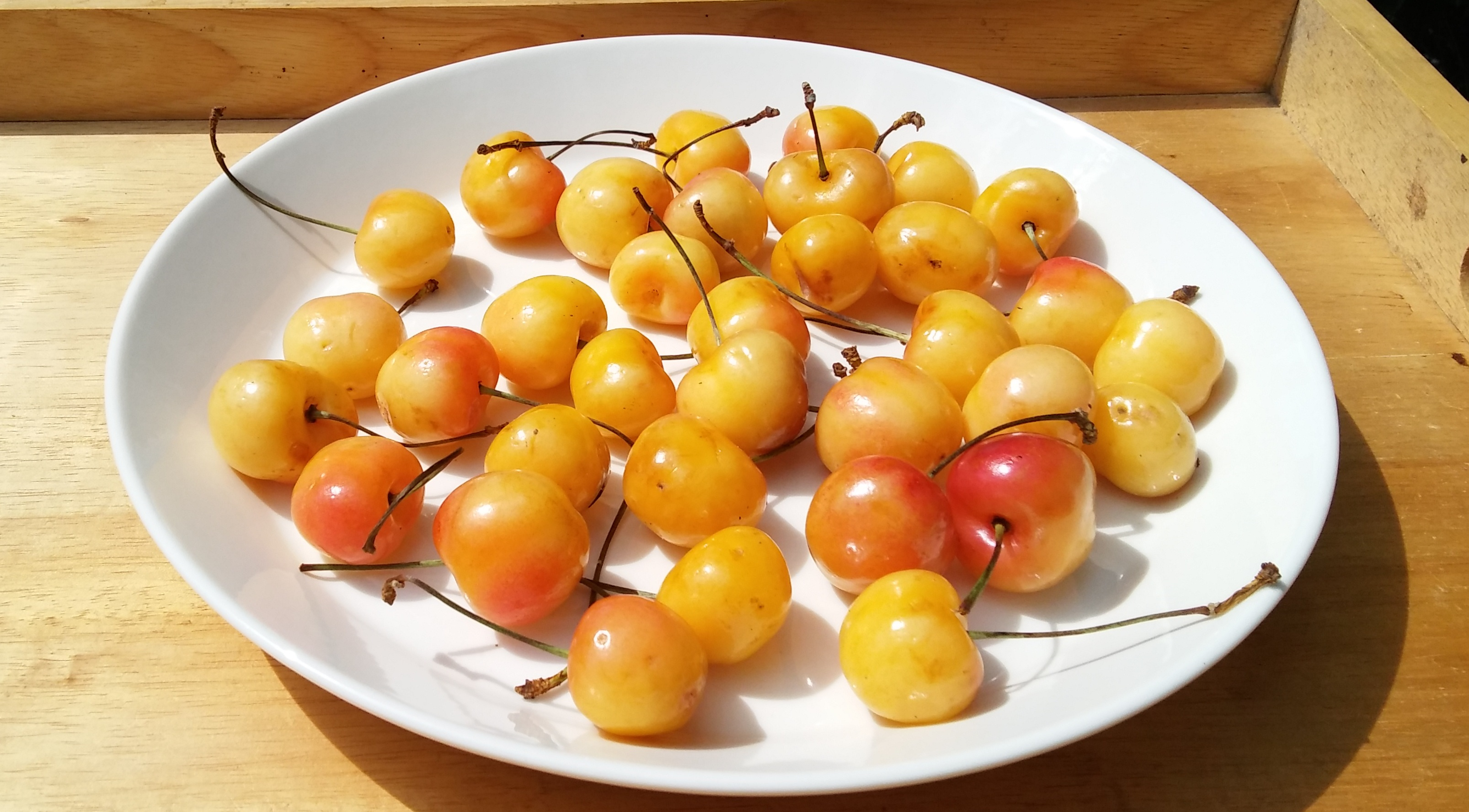
金车厘子

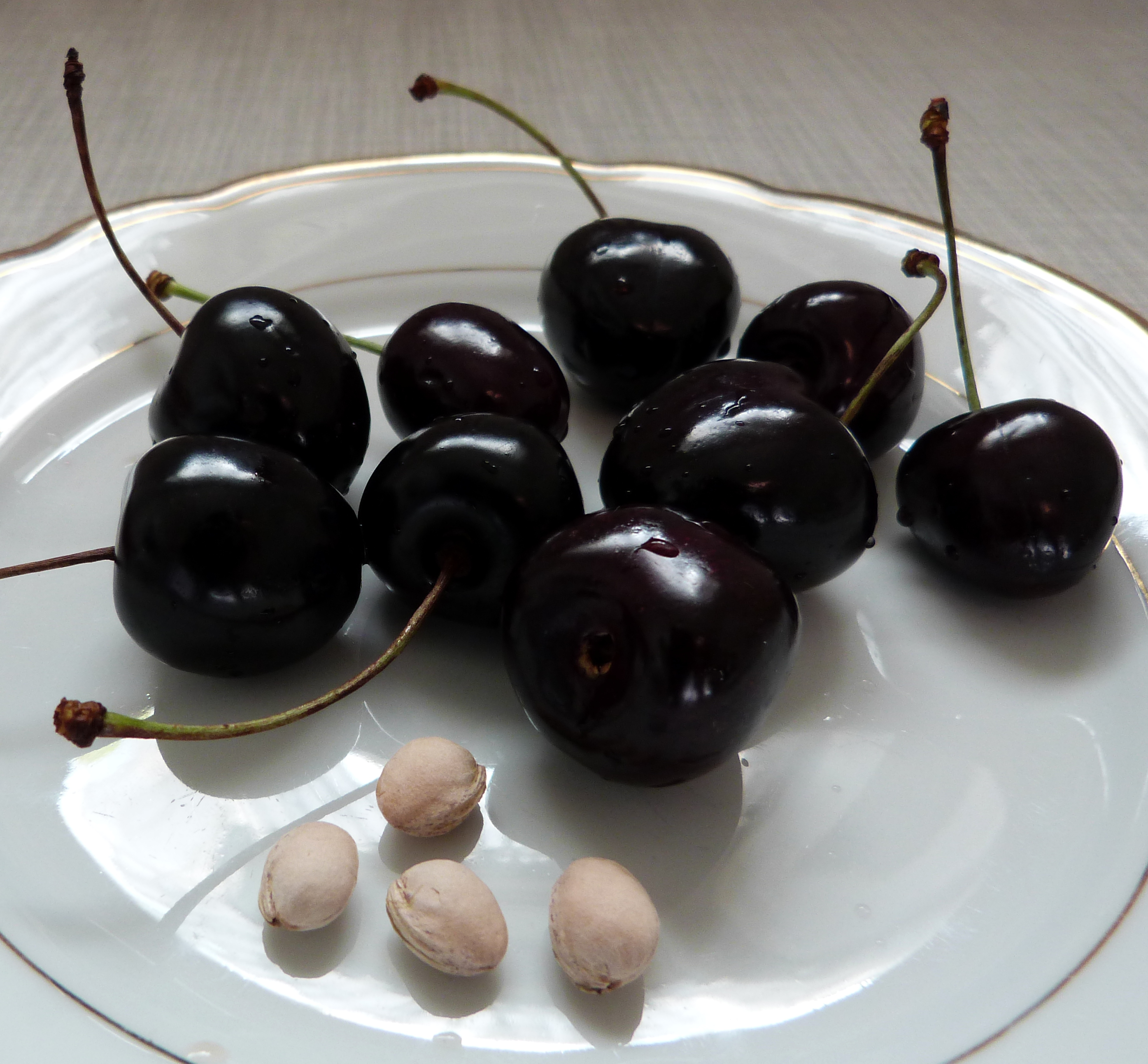
黑车厘子

歐洲甜櫻桃是一種喬木，高度可達30余米，树皮呈黑褐色。其葉椭圆形，開白色花，傘狀花序，花期4-5月。結球形核果，果期6-7月。果实颜色随品种不同，可分为红车厘子（如甜心樱桃）、金车厘子（如雷尼尔樱桃）和黑车厘子（如科迪亚樱桃）。
人類食用其果實的歷史可以追溯至青銅時代，但其未成熟的果實含有生氰糖苷，有小毒。